# Baja Dolok (Tanah Jawa)
Baja Dolok is een bestuurslaag in het regentschap Simalungun van de provincie Noord-Sumatra, Indonesië. Baja Dolok telt 2742 inwoners (volkstelling 2010).